# Ţālkhuncheh
Ţālkhvoncheh (persiska: Ţālkhūncheh, طالخونچه) är en ort i Iran.   Den ligger i provinsen Esfahan, i den centrala delen av landet, 400 km söder om huvudstaden Teheran. Ţālkhvoncheh ligger 1 727 meter över havet och antalet invånare är 9 307.
Terrängen runt Ţālkhvoncheh är platt åt sydväst, men åt nordost är den kuperad.Runt Ţālkhvoncheh är det ganska glesbefolkat, med 42 invånare per kvadratkilometer. Närmaste större samhälle är Dīzīcheh, 14,1 km norr om Ţālkhvoncheh. Trakten runt Ţālkhvoncheh består i huvudsak av gräsmarker.